# Liste der Baudenkmale in Pahiatua
Die Liste der Baudenkmale in Pahiatua umfasst alle vom New Zealand Historic Places Trust (NZHPT) als „Historic Place“ oder „Historic Area“ eingestuften Baudenkmale und Flächendenkmale der neuseeländischen Ortschaft Pahiatua. Die Angaben stammen aus dem Register des NZHPT. Die Bezeichnungen der Baudenkmale orientieren sich an diesem Register. In die Liste werden auch bekannte Wahi Tapu (Area), kulturell und religiös bedeutsame Stätten und Gebiete der Māori, aufgenommen. Sie werden jedoch meist nicht publiziert.

| Bild | Bezeichnung                                | Ort      | Anschrift                               | Beschreibung                                      | Bauzeit   | Eintrag        | Nummer | Kat. |
| ---- | ------------------------------------------ | -------- | --------------------------------------- | ------------------------------------------------- | --------- | -------------- | ------ | ---- |
| BW   | Pahiatua Town Bridge                       | Pahiatua | Mangahao Road Karte                     | Straßenbrücke                                     | 1931–1932 | 15. April 2011 | 4029   | 1    |
| BW   | St Peter's Church (Anglican)               | Pahiatua | Albert Street Karte                     | Kirche, anglikanische                             | n.a.      | 23. Juni 1983  | 1287   | 2    |
| BW   | St Peter's Hall                            | Pahiatua | Albert Street Karte                     | Gemeindehalle der St. Peters Church               | n.a.      | 23. Juni 1983  | 1288   | 2    |
| BW   | Pahiatua Cultural Centre Building          | Pahiatua | King Street Karte                       | Kulturzentrum der Gemeinde                        | n.a.      | 23. Juni 1983  | 2881   | 2    |
| BW   | Dawson House and Doctor’s Surgery (Former) | Pahiatua | 28 Julia Street Karte                   | Haus und Arztpraxis, ehemalige                    | 1928/1929 | 15. April 2011 | 4020   | 2    |
| BW   | Pahiatua County Council Chambers (Former)  | Pahiatua | 136 Main Street und Huia Street Karte   | frühere Gemeindeverwaltung                        | 1929      | 15. April 2011 | 4021   | 2    |
| BW   | Post Office (Former)                       | Pahiatua | 122 Main Street Karte                   | Postamt, ehemaliges                               | 1937      | 15. April 2011 | 4022   | 2    |
| BW   | Bank of New South Wales (Former)           | Pahiatua | 120 Main Street und Mangahao Road Karte | Bankfiliale                                       | 1912      | 23. Juni 2011  | 4023   | 2    |
| BW   | Sedcole Flagpole                           | Pahiatua | Main Street Karte                       | Flaggenmast                                       | 1900      | 15. April 2011 | 4024   | 2    |
| BW   | Kenneth Anderson Bayne Memorial            | Pahiatua | Main Street Karte                       | Granitobelisk, Denkmal für Kenneth Anderson Bayne | 1919      | 15. April 2011 | 4025   | 2    |
| BW   | Kia Ora                                    | Pahiatua | 38 Tiraumea Road Karte                  | Villa                                             | 1934/1935 | 15. April 2011 | 4026   | 2    |